# Цисеве (Польща)
Цисеве (пол. Cisewie) — село в Польщі, у гміні Карсін Косьцерського повіту Поморського воєводства.
У 1975-1998 роках село належало до Гданського воєводства.